# Scopula nivipennis
Scopula nivipennis là một loài bướm đêm trong họ Geometridae.